# Liu Bei
En aquest nom xinès, el cognom és Liu.
Liu Bei (161 – 21 de juny del 223 EC) va ser un senyor de la guerra, un general militar i més tard l'emperador fundador de l'estat de Shu Han durant el període dels Tres Regnes de la història xinesa. A pesar de tenir un començament més tardà que el dels seus rivals, també la manca dels recursos materials i la situació social que va dirigir, Liu Bei es va sobreposar a les seves nombroses derrotes de crear el seu propi regne, que en el seu apogeu va abastar els temps moderns de Sichuan, Guizhou, Hunan, part de Hubei, i part de Gansu.
En la cultura popular, a causa de la popular novel·la el Romanç dels Tres Regnes de Luo Guanzhong, Liu Bei és àmpliament conegut com l'ideal de beneficència, el governant que cuida del seu poble i s'envolta de bons assessors. El seu caràcter va ser el d'advocar pel conjunt de valors morals del confucianisme, com ara la lleialtat i la compassió. Històricament, Liu Bei va ser un brillant polític i líder; les habilitats del qual van ser una notable demostració d'un legalista. La seva filosofia política pot ser millor descrita per la dita xinesa "Confucià en aparença, però legalista en el fons (xinès tradicional: 儒表法裡, xinès simplificat: 儒表法裡, pinyin: rú biǎo fǎ lǐ)", un estil de govern que s'havia convertit en norma després de la fundació de la dinastia Han.

## Biografia

### Inicis

#### Descendent de Liu Zhen
Segons els Registres dels Tres Regnes, Liu Bei va néixer en el Comtat de Zhuo, Comandància Zhuo (en l'actualitat Zhuozhou, Baoding, Hebei). Ell va ser un descendent de Liu Zhen, ell fill de Liu Sheng, un fill de l'Emperador Jing. Això no obstant, segons Pei Songzhi en les seves anotacions al llibre, basada en el Dianlue (典略), diu que Liu Bei era un descendent del Marquès de Linyi (臨邑侯）, també descendent de l'Emperador Jing. El seu avi Liu Xiong i pare Liu Hong van ser emprats com a funcionaris locals.
Liu Bei va créixer en una família pobra, després d'haver perdut el seu pare quan encara era un nen. Per mantenir-se a si mateixos, Liu Bei i la seva mare venien sabates i estores de palla teixida. Tot i això, Liu Bei hi va ser ple d'ambició des de la infància: als seus companys de jocs els va dir en una ocasió, mentre restava sota d'un arbre que s'assemblava a una carrossa reial, que ell cobejava convertir-se en emperador. A l'edat dels 14, Liu Bei, patrocinat per un familiar més ric que havia reconegut el seu potencial de lideratge, va anar a estudiar sota la tutela de Lu Zhi (un estudiós prominent i, aleshores, l'Administrador de Jiujiang). Allí va conèixer i va fer amistat amb Gongsun Zan, que seria aviat un destacat senyor de la guerra del nord. L'adolescent Liu Bei es deia que era poc entusiasta en l'estudi i mostrava més interès en la caça, la música i el vestir. Concís en la parla, calmat en el comportament, i amable amb els seus amics, Liu Bei fou molt estimat pels seus contemporanis. Hom diu que tenia els braços llargs i els lòbuls de les orelles grans.

## En la ficció

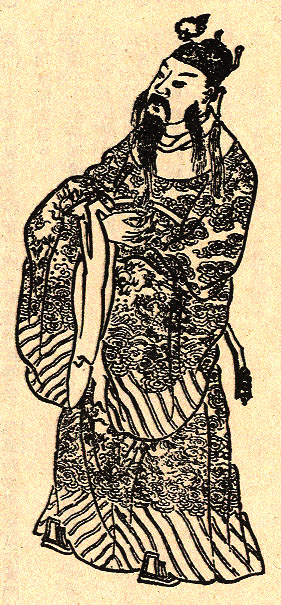
Retrat imprès de bloc de Liu Bei d'una edició del Romanç dels Tres Regnes del període de la dinastia Qing (vestint túniques i capell anacrònics d'erudit de les dinasties xineses medievals).

El Romanç dels Tres Regnes és una novel·la històrica del segle xiv basada en els esdeveniments que van ocórrer abans i durant l'era dels Tres Regnes. Escrita per Luo Guanzhong més d'un mil·lenni després d'aquest període, la novel·la incorpora molt folklore popular i guions d'òpera sobre el personatge de Liu Bei, retratant-lo com un líder compassiu i just, dotat amb una força carismàtica (anomenada de en xinès) que construeix el seu regne sobre la base dels valors confucians. Açò està d'acord amb els antecedents històrics de l'època en què va ser escrita la novel·la. D'altra banda, la novel·la fa èmfasi que Liu Bei estava emparentat, però de forma distant, amb la família reial de la dinastia Han, afavorint així un altre argument més per a la legitimitat del regnat de Liu Bei. Famoses i notables històries de ficció en les participa Liu Bei en la novel·la són:

### Jurament del Jardí dels Préssecs
És una de les històries més conegudes de la novel·la, trobada en el primer capítol, parla de Liu Bei, Guan Yu i Zhang Fei que, havent-se topat de casualitat en el Comtat Zhuo en el 184, consideren que tots tres comparteixen el mateix desig de servir el país en temps tumultuosos. Ells juren de ser germans l'endemà en el pati del darrere de Zhang Fei, que era un jardí ple de flors de préssec. Liu Bei es va situar el major, Guan Yu com el segon, i Zhang Fei com el més jove. Havent-hi fet açò, ells recluten més de 300 homes de la localitat, adquireixen cavalls, forgen armes i s'uneixen a la resistència contra els rebels del Turbant Groc.
No hi ha cap registre històric del jurament de germandat dels tres. El concepte va ser transmès a través del folklore popular. Els Registres dels Tres Regnes diuen que els tres solien compartir un llit, i es tractaven els uns als altres com a germans.

## Genealogia
- Pare
  - Liu Hong (劉弘), descendent de Liu Sheng (劉勝), Príncep Jing de Zhongshan, fill de l'Emperador Jing de Han
- Oncles
  - Liu Yuanqi (劉元起), germà menut de Liu Hong
- Esposes
  - Dama Mi
  - Dama Sun (孫尚香 Sun Shangxiang), filla de Sun Jian i germana de Sun Ce i Sun Quan (casada al 209, divorciada/separada en el 211)
  - Emperadriu Wu (吳皇后) (creada el 221, d. 245)
- Concubina rellevant
  - Dama Gan (甘, nom personal desconegut), mare de Liu Shan, va morir en algun moment abans de 210, més tard com un honor pòstum Emperadriu Zhaolie
- Fills
  - Liu Shan (劉禪), el Príncep Hereu, més tard emperador
  - Liu Yong (劉永), Inicialment el Príncep de Lu (creat el 221), després Príncep de Ganling (creat el 230)
    - Un fill amb nom desconegut
      - Liu Xuan (劉玄), últim hereu de Liu Bei (creació i deposició desconeguda)

  - Liu Li (劉理), inicialment el Príncep de Liang (creat el 221), després Príncep Dao d'Anping (creat el 230, d. 244)
    - Liu Yin (劉胤)
    - Liu Cheng (劉丞)
    - Liu Ji (劉執)

  - Dues filles que foren capturades per Cao Chun en la batalla de Changban.
- Fill adoptat
  - Liu Feng (劉封) (obligat a cometre suïcidi en el 220)